# Sant’Eusanio Forconese
Sant’Eusanio Forconese település Olaszországban, Abruzzo régióban, L’Aquila megyében. Lakosainak száma 365 fő (2023. január 1.). Sant’Eusanio Forconese Ocre, Poggio Picenze, Rocca di Mezzo, San Demetrio ne’ Vestini, Villa Sant’Angelo és Fossa községekkel határos.

## Népesség
A település lakossága az elmúlt években az alábbi módon változott:
| Lakosok száma | 398  | 394  | 365  |
|               | 2017 | 2018 | 2023 |